# Paolo Puntoni
Paolo Puntoni (Pisa, 16 marzo 1889 – Roma, 19 gennaio 1967) è stato un generale italiano.

## Biografia
Nacque in una famiglia agiata e di cultura: il padre Vittorio, insigne professore di greco antico, fu rettore dell'Università di Bologna. Dopo aver compiuto gli studi liceali nel capoluogo emiliano, frequentò l'Accademia militare di Modena uscendone nel 1909 con il grado di sottotenente degli Alpini. In seguito, tra il 1922 e il 1923 fu iscritto nella facoltà di giurisprudenza dell'ateneo bolognese. Intrapresa decisamente la carriera militare, combatté nella guerra italo-turca e nella prima guerra mondiale con il grado di capitano e quindi di maggiore. Successivamente fu capo di stato maggiore della Divisione di Bologna, comandante del 78º reggimento di fanteria "Lupi di Toscana" e capo di stato maggiore del Corpo d'Armata di Alessandria. Nominato generale di brigata e poi generale di divisione, nel 1938, per alcuni mesi, gli fu assegnato il comando della prima Divisione Alpina Taurinense.
Nel 1939 fu personalmente scelto da Vittorio Emanuele III di Savoia come suo aiutante di campo generale e l'anno successivo divenne primo aiutante di campo generale. In questa veste, riuscì ad ottenere la confidenza del sovrano e fu la persona che gli stette più vicino ed ebbe con lui dei rapporti che nemmeno il ministro della real casa, Pietro d'Acquarone, aveva. Puntoni fu l'unico testimone "auricolare" dell'ultimo incontro tra il sovrano e Mussolini avvenuto a villa Savoia il 25 luglio 1943, conclusosi con l'arresto del Duce. Dopo l'arresto del dittatore e la caduta del fascismo, Puntoni vivrà la tragedia dell'8 settembre e seguirà il Re nel trasferimento a Brindisi, di cui fu uno degli organizzatori.
Conclusasi la seconda guerra mondiale e scioltasi la monarchia, nel 1946 Puntoni si dimise dal servizio attivo e si ritirò a vita privata. Quando Vittorio Emanuele III morì, gli lasciò in eredità undici volumi preziosi. Nel periodo in cui aveva vissuto a stretto contatto col monarca sabaudo, scrisse un diario – strumento utilissimo per capire gli atteggiamenti, gli umori e le speranza della monarchia sabauda durante il periodo bellico – che venne pubblicato tra il 13 settembre 1956 e il 21 gennaio 1957 dal quotidiano Il Tempo in ventuno puntate e poi nel 1958 in forma di libro dall'editore Palazzi col titolo Parla Vittorio Emanuele III; nel 1993, quando il generale era già morto da anni, il diario venne ristampato - con l'introduzione di Renzo De Felice - dalla casa editrice Il Mulino.